# Udskilningsløb
Udskilningsløb eller elimineringsløb er en disciplin inden for banecykling.
Alle ryttere starter samlet, og med jævne mellemrum (typisk hver anden omgang) udgår en af rytterne; løbet fortsætter, til der kun er én deltager tilbage.
I den mest udbredte udgave (nogle gange kaldet "devil" eller "miss and out") er det den sidste rytter, der krydser målstregen ved den givne punkt, der bliver elimineret og skal forlade løbet. Det er det bageste punkt på cyklen, der afgør, hvem der er sidst. Sådan fortsætter det, indtil der kun er én rytter tilbage. Vinder af elimineringsløbet er den sidste tilbageværende rytter, mens den næstsidst udgåede bliver nummer to og så fremdeles.
I denne udgave af elimineringsløbet er spændingen i løbet koncentreret om de bageste deltagere, og løbet kræver gode nerver og taktisk sans. Styrt forekommer af og til i elimineringsløb, særligt hvis der er uerfarne ryttere i feltet.
Denne disciplin blev første gang kørt ved et stort mesterskab ved EM i banecykling 2015, hvor franske Bryan Coquard blev den første europamester for mænd og briten Katie Archibald den første kvindelige europamester i disciplinen. Disciplinen indgår i omnium-konkurrencen, der blev en del af det olympiske program til OL 2012 i London for både mænd og kvinder.
Elimineringsløbet findes også i anden variant (kaldet "win and out"), hvor det er den første, der krydser målstregen hver anden omgang, der forlader løbet. Dette fortsætter indtil der kun er én rytter tilbage. Her er placeringerne modsat, idet den første, der går ud, vinder, mens den sidste tilbageværende rytter bliver sidst i løbet.